# Бакланский, Василий Андреевич
Василий Андреевич Бакланский (1886, Старый Жадов, Старожадовской волости, Новгород-Северского уезда, Черниговская губерния, Российская империя — ?) — полный Георгиевский кавалер.
Родился на Черниговщине. Украинец. В 1907 году был призван на срочную воинскую службу. Участник Первой мировой войны. В 1914 году мобилизован из запаса в Очаковский 190-й пехотный полк. 2 сентября 1915 года был произведен в подпрапорщики (приказ № 133 по 108-й дивизии). 5 сентября того же года получил тяжёлое ранение.
Дальнейшая его судьба неизвестна.
Кавалер полного Георгиевского банта (награждён Георгиевскими крестами всех 4-х степеней).